# بيتر تسايدلر
بيتر زيدلر (بالألمانية: Peter Zeidler)‏ هو مدرب كرة قدم ولاعب كرة قدم ألماني، ولد في 8 أغسطس 1962 في شفايبيش غموند في ألمانيا. لعب مع نادي سانت غالن.

## وصلات خارجية
- بيتر زيدلر على موقع قاعدة بيانات كرة القدم.إي يو (الإنجليزية)
- بيتر زيدلر على موقع Soccerway.com (الإنجليزية)
- بيتر زيدلر على موقع عالم كرة القدم.نت (الإنجليزية)